# Великий Модруш Поток
45°30′ пн. ш. 15°23′ сх. д. / 45.50° пн. ш. 15.39° сх. д.
Великий Модруш Поток (хорв. Veliki Modruš Potok) — населений пункт у Хорватії, у Карловацькій жупанії у складі громади Нетретич.

## Населення
Населення за даними перепису 2011 року становило 21 осіб.
Динаміка чисельності населення поселення: